# 部落解放同盟
部落解放同盟（ぶらくかいほうどうめい、英: Buraku Liberation League）は、部落民とすべての人々を部落差別から完全に解放し、もって人権確立社会の実現を目的とする同和団体（「大衆運動団体」を自称する）である。

## 略称について
関係者みずからによる略称は解放同盟。
関係者の間では単に「同盟」と呼ばれることもある。解同の略称は部落解放同盟の大賀正行も第6回部落解放夏期講座で使ったことがあるほか、部落解放同盟福岡県川崎町連絡協議会も『『あいうえお』からの解放運動』p.165やp.256で使っている。また裁判所でも使われており、特に日本共産党はカギカッコつきで「解同」と表記する。
また、裁判所によって部解同と略されたこともあり、朝日新聞が解放同と略したこともある。
規約では「部落民でない者についても、都府県連合会で審査決定し、中央本部の承認により同盟員とすることができる」と定めるが、事実上は「学識経験者以外は役員、たとえば中央執行委員などには（部落民以外を─引用者注）あまり入れない」ことになっており、過去には部落外の協働者から「部落外の人間からの批判の拒否」を指摘されたこともある。

## 歴史

### 第一期
1922年3月、部落解放同盟の前身である全国水平社が京都市の岡崎公会堂で結成された。戦前の運動は、1940年の大会で国歌斉唱・宮城遥拝・英霊に対する黙祷で幕を下ろすまで続けられた。
戦後の部落解放運動は、戦前の水平運動、融和運動双方の活動家が大同団結した部落解放全国委員会の結成によって始まった。

### 第二期
部落解放全国委員会は1955年、大衆的運動団体であることを明確にするため、部落解放同盟に改称する。1960年5月10日には自民党系の全日本同和会が結成。1970年、共産党系の「部落解放同盟正常化全国連絡会議」（略称：正常化連）が結成される。

#### 狭山事件
狭山事件については、控訴審が始まった翌年の1965年5月29日、東京高裁第2回現場検証に埼玉や東京の部落解放同盟代表が参加。同年10月5日、第20回全国大会で、狭山事件の公正裁判要求の決議が採択される。1968年10月6日に「狭山事件第1回現地調査」を行う。1969年3月3日と3月4日、第24回全国大会で狭山事件支援の特別決議を採択。同年7月10日、中央本部に石川青年救援対策本部を設置し、パンフレット「狭山事件の真相」を発行。1970年3月13日、第25回全国大会で「狭山差別裁判糾弾」の方針を決定。同年5月18日、部落解放国民大行動に取り組み、狭山差別裁判反対を訴えて、6月17日まで日本全国を行進した。しかし、1974年10月31日東京高等裁判所は、弁護団の無罪主張を斥け原判決を破棄して「無期懲役」の判決を下した。1977年には最高裁で無期懲役刑が確定した。現在、第3次再審請求が審理されていて、部落解放同盟は支援を続けている。

#### 「同和対策審議会」答申
1965年8月11日に内閣「同和対策審議会」が佐藤栄作首相に答申してから57年が経過した。当時共産党系の派閥は、「答申」を「毒まんじゅう」であり自民党との妥協の産物であると批判した。一方、社会党系の派閥は「答申」を運動の武器になるとして評価した。佐々木隆爾によると、この部落解放同盟の分裂劇の裏側には、部落解放運動の主流から共産党勢力を排除し、部落解放同盟内の利権派に主導権を握らせ、部落解放運動を体制の中に取り込もうとする旧内務省系の自民党右派議員グループ「素心会」の思惑があったという。以後、1970年代にかけて共産党系の勢力が社会党系の勢力に排除され、今日に至る。このような経緯から、共産党と部落解放同盟は反目を続けている。
部落解放運動の草創期から「言った・言わない」による暴力的な吊し上げが行われていた。その頂点が八鹿高校事件である。1974年兵庫県立八鹿高等学校で共産党系の「部落問題研究会」に対し、部落解放同盟系の生徒が新たに「部落解放研究会」を学校に申請した。これを共産党系の教師が非公認としたことから、部落解放同盟が組織的に解放研の生徒の支援に乗り出し、教師を糾弾するに及んだ。このとき、共産党支持の教員のみならず社会党支持の教員や支持政党のない教員も暴力の被害を受けている。当時は部落解放同盟の不祥事に関する報道がタブー視されていたことから、全国紙はこの事件を積極的に報道しようとしなかった。共産党はこれらの事件を国会で取り上げ、部落解放同盟を非難している。
また、糾弾の対象とした宗教団体・企業・マスコミなどを「同和問題にとりくむ宗教教団連帯会議」（同宗連）、「同和問題に取り組む全国企業連絡会」（同企連）、「出版・人権差別問題懇談会」「人権マスコミ懇話会」などの組織に糾合し、参加費を徴収し、部落解放同盟の研究集会や糾弾会に糾弾側として動員している。この間の事情について、部落解放同盟員は「将棋のコマや思ってくださったらええねん。将棋の場合は相手のコマを取ったらそれをまた今度は自分のコマで使うでしょう。そういうことなんですね。だからね、最近は企業の人、行政の人の発言の方が僕なんかよりも解放同盟寄りの発言だったりする。僕があべこべに『あんたはほんまに解放同盟ですか』と言うてやられるんだから（笑）」と説明する。
日本共産党は「部落問題は既に解決している」として全解連を解散し、人権一般を扱う団体「全国地域人権運動総連合」（全国人権連）に衣替えした。部落解放同盟も部落のみならず、障害者解放など社会的少数者全般の権利を擁護するとのスタンスに変わりつつあるが、部落問題を最終的に解決するのは『行政の責任』だとする立場は堅持している。
部落解放同盟は、かねてから社会党・公明党・民社党・社会民主連合との関係を重視してきた。2000年代以降は、民主党・立憲民主党との関係が深いが、小森龍邦・部落解放同盟元書記長は、新社会党委員長を務めていた。ただし本来の部落解放同盟は多種多様なイデオロギーの持ち主が集まった大衆団体であり、「部落解放同盟という看板あげてるけども、外したらやってること言うてること自由同和会とそんなに変わらへん」との声も内部にはある。
公式方針としては、反天皇制をスローガンに掲げており、1974年6月の部落解放同盟の「子ども会」では、
1. 日本共産党
2. 橋本浙子（日本共産党員。矢田事件への見解が原因で、勤務先の大阪市役所から研修名目による職場いじめを受け、法廷闘争をおこなった）
3. 昭和天皇
4. 機動隊

などを「6つの敵」と称し、これらをかたどったロボットをつくり、倒す競争をさせていた。
しかし末端レベルには天皇崇拝者もおり、「家の中行ったら天皇陛下の写真と日の丸があって、それで支部長やってる」場合もあるという。たとえば部落解放同盟鹿児島県連合会初代委員長の村岡仁三次も、自宅に天皇・皇后の写真を飾っていた。なお村岡は大日本翼賛壮年団出身であった。「南九州の被差別部落の解放運動の人にはときどきいるタイプなんです」と、有馬学は述べている。このほか「日本塾」の右翼が、部落解放同盟に入り込んで幹部になった例も指摘されている。
1995年当時、部落解放同盟には、
1. 旧社会党の「党員協」
2. いわゆるソ連派の「日本のこえ」
3. 中国派の「中国研究会」

の3つの流れがあった。
元々は「党員協」が主流で、松本治一郎も上杉佐一郎もこの派閥に属する。しかし1995年までには「日本のこえ」が主流派閥となり、「日本のこえ」の上田卓三が書記長となる。これに伴い、「日本のこえ」と対立関係にある新社会党の小森龍邦は書記長を解任されるに至った。かつての岡山県連合会（「中国研究会」系）のように、同盟中央の方針に対立したために解体された例もあり、中核派系統の支部が同盟中央から機関解体されて部落解放同盟全国連合会（全国連）となった例もあり、部落解放同盟は一枚岩の組織ではない。また、同盟中央から解体されてからも自らの正統性を主張し、行政から補助金を受け続けている組織もある。
1999年4月30日、広島県教育委員会は、君が代の斉唱を推進する立場をとり、教員と対立した県立校長の自殺事件の背景に、解放同盟県連や日教組の「圧力」があったとする調査結果を発表した。
2002年に同和立法が期限切れを迎え、一部地方自治体において同和予算を見直す動きが出る。これに危機感を持った部落解放同盟は同和立法の代替法として人権擁護法案の成立を強く推進。メディアでは関係の深い朝日新聞社に強く働きかけを行っており、2005年の通常国会時は専務取締役の坂東愛彦や社会部の本田雅和などが同調し、紙面の論調に反映された。これに対して、共産党は赤旗などを通じて反対姿勢を鮮明にした。
部落問題研究所は部落解放同盟を憲兵や特高刑事になぞらえている。全解連もまた、
と述べている。戦前の特高が内務省警保護局保安課編『特高月報』を通じて国民の不敬発言とされたものを便所の落書きに到るまで逐一監視し記録していたように、部落解放同盟もまた「部落解放基本法」の永久立法の必要性を世に訴えるために「部落解放基本法制定要求国民運動中央実行委員会」名義で小冊子『全国のあいつぐ差別事件』を毎年刊行し、国民の部落差別発言とされるものを便所の落書きに到るまで逐一監視し記録している。
「日本のこえ」派で上田卓三のブレーンであり、部落解放同盟の「影の書記長」「影の委員長」「最大の権力者」ともいわれた大賀正行（部落解放・人権研究所名誉理事、元部落解放同盟中央本部顧問）は、部落解放同盟を「人権同盟」と改称し、部落問題だけではなく人権問題全般を扱うNGOに改組し、行政の補助により運営していく構想を持っている、とも伝えられる。
1988年に、国連NGOの反差別国際運動（IMADR）を設立。
最盛期約18万人が所属していた同盟員は、同和対策関連法の失効（2002年3月31日）を経て、2012年現在、約6万人である。飛鳥会事件やハンナン事件、八尾市入札妨害恐喝事件、大阪府同和建設協会談合事件、芦原病院問題、京都市環境局不祥事、奈良市部落解放同盟員給与不正受給事件などの相次ぐ不祥事を受けて、部落解放同盟大阪府連飛鳥支部の元幹部は「部落差別はほとんどなくなってるから、解放同盟はもう要らんと思う。別に解放同盟がなくても生活できるやん。結婚差別はまだあるで。でも、それも一部やろ。解放同盟はすでに役割を果たし終えた」と語っている。長年にわたり部落解放同盟と共闘していた灘本昌久もまた「現在、部落解放同盟は野垂れ死に状態になりつつあるが、それは自然となったのではなく、古い運動と理念にしがみついたがための、自業自得の野垂れ死にである」と評している。
2023年5月には、全日本同和会の山口県連と部落解放同盟の山口県連が共催する形で山口県水平社の創立100年を記念する集会を行ったと読売新聞で報じられている。集会では布引敏雄による講演も行われた。

### 政界との関係
初代委員長の松本治一郎や長らく書記長を務めた田中織之進が社会党の国会議員であり、かつては社会党との友好関係が深く、松本英一や、上田卓三、谷畑孝などの組織内議員を擁していたが、現在では日本共産党を除く多くの政党と何らかの関係を持つに至っている。
55年体制崩壊後の政界再編の中で、軸足を新たに結成された民主党に移し、2004年に部落解放同盟中央書記長であった松岡徹が民主党公認で参院選比例代表区に立候補し、当選。民主党『次の内閣』ネクスト法務副大臣（2007年9月就任）となっており、また部落解放同盟副委員長の松本龍なども民主党に所属していた。他にも、参院の比例区選挙では相原久美子、石井一、神本美恵子、金政玉、今野東、藤谷光信、草川昭三、大島九州男、又市征治、山城博治、江崎孝、那谷屋正義、石橋通宏、難波奨二、森屋隆、吉田忠智、福島瑞穂を支援してきた。
立憲民主党の主な支持団体の一つであり、同党に組織内候補を輩出しているが、地域によっては自民党・公明党・国民民主党・社民党・新社会党などを支持する場合もあり、関連政治団体のティグレフォーラムには都民ファーストの会や日本維新の会や大阪維新の会の議員が所属するなど、幅広い政党と関係を持っている。
全国大会では、立憲民主党の他、自民党、公明党、社民党などの政党からも来賓の出席や祝電の披露がされている。
1997年の解放同盟第54回大会では山崎拓（自民党政調会長＝当時）が来賓として出席し、「『部落解放基本法』案の基本的な考え方は、私ども自由民主党といたしましても、全く同意見」と持ち上げた。これ以降、自民党は解放同盟を泳がせる政策から自民党政治の枠組みに抱え込む政策に転じたと、全解連側から指摘されている。

### 暴力団との関係
被差別部落から多数のヤクザが誕生してきた歴史的経緯から、同和団体もまた暴力団と深い関係があり、部落解放同盟もその例外ではない。たとえば部落解放同盟大阪府連合会では、荒本支部副支部長が山口組系暴力団組員、飛鳥支部長が山口組系金田組幹部、寝屋川支部長が伊藤組組頭、執行委員が元土井組系津田組組員といった具合である。部落解放同盟傘下の土建会社の団体である同和建設協会（同建協）の加盟業者も暴力団と関係が深く、同建協初代専務理事（部落解放同盟羽曳野支部員）は小三組最高幹部、同建協会長（部落解放同盟浪速支部副支部長）は小三組組長の三男、大新土木建設社長は酒梅組組長、東大阪清水建設社長は山口組系川崎組幹部、南方建設社長は山口組系一（はじめ）会内都会会長代行、麻建設社長は砂子川系麻組組長である。1971年3月には、部落解放同盟員が大阪府八尾市役所でピストルを発射して助役を脅迫した事件もあった。
部落解放同盟の支部役員のポストをめぐる争いに暴力団が介入したこともある。1974年11月から12月にかけて、部落解放同盟大阪府連合会浪速支部で、同支部書記長とその弟の部落解放浪速生協専務理事長らを中心とするH派が、浪速地区の同和地区施設からあがる利権に目をつけ、同和促進協議会（同促協）浪速地区会長Nを病気と偽り、勝手に作った辞任届を大阪市同促協に提出した。これに怒ったN派がH派の私腹を肥やす乱脈ぶりを暴露し、山口組系暴力団白神組を使って実力行使に出た。
この抗争事件は国際的なスキャンダルとなり、『インターナショナル・ヘラルド・トリビューン』紙（1975年1月20日付）に「日本の部落解放同盟は暴力が利権をもたらすと考えているようだ」という見出しのもと、「浪速区内での2つの建設業者の利権争いから、解放会館が町のギャングに襲撃されるところまで事態はきた。これらの襲撃を防ぐために、部落解放同盟事務所のまわりにたくさんの防衛員を配置している」と報じられた。
1985年5月には、覚醒剤取締法違反、賭博、銃砲等不法所持、火薬類不法所持などの前科を持つ部落解放同盟宮崎県連合会延岡支部長（暴力団石井組系山崎組系岸本組組長）が愛人をピストルで射殺し、殺人と死体遺棄で指名手配を受け、1987年に逮捕される事件も起きている。

### 資金源
部落解放同盟の資金源の一つに、税金の同和減免措置を利用した脱税の請負料がある。
部落解放同盟傘下の企業の組織に「部落解放大阪府企業連合会」（略称は大企連または企業連）というものがある。この大企連に入っている企業は、税務申告の際に大企連を窓口にすれば1,000万円の所得が300万円から400万円に、2,000万円の所得が500万円から600万円に圧縮され、所得の3分の2が「減免」される（七項目の確認事項）。このとき、減免された金の一部が「税対策カンパ」という名目で部落解放同盟のものになる仕組みである。
部落解放同盟亀岡市野条支部の1980年度会計決算書によると、収入総額2,405万円のうち、90パーセントにあたる2,165万円が「税対策カンパ」で占められていた。ついで支出の項目を見ると、そのうち62パーセントすなわち1,355万円が「大企連上納金」として部落解放同盟大阪府連合会に納められている。一方、支部員会費収入は67万円で、収入総額の3パーセントにも満たなかった。
1985年3月には、部落解放同盟亀岡市馬路支部長が京都市右京区の主婦に「解放同盟のワシに任せてくれたら税金を安くする方法がある。税務署には話がついている」「700万円の税金が270万円になる」と持ちかけたことがある。不審に思った主婦が右京税務署に確認したところ、総務課長が税金の同和減免措置を背景に「あなたの件は支部長さんから聞いてます」と返答。安心した主婦は支部長に270万円を渡し、その全額が部落解放京都府企業連合会（京企連）のものとなった。
その後、1986年4月、主婦は相続した土地に対する税務署の抵当権の抹消を確認したところ、そのままになっていることを発見。右京税務署に問い合わせると、総務課長は「例の件は無理です」と通告した。主婦が支部長に270万円の返金を求めると、支部長はこれを拒否し、「文句をいえば命がないものと思え」と脅してきた。最終的に主婦は共産党の事務所に相談し、1986年11月、全額を支部長から取り戻した。
なお、部落解放同盟に加盟すると上述の減税・免税措置のような恩恵が受けられる反面、部落解放同盟の支部の規約には「支部を脱退する場合、部落解放運動の中で得た全ての条件はこれを返却するものとする」と定められている。具体的には、「部落解放運動の中で得た条件とは、同和住宅入居者は住宅を明け渡さなければならないし、運動の中の資金融資はこれを返さなければならない」ということである。
この他、部落解放同盟京都府連合会は、解放センター建設資金のカンパを、みずから糾弾した企業から徴収して問題となり、部落解放同盟東京都連合会の幹部数人は、「地名総鑑」糾弾闘争を通じて「地名総鑑」購入企業の顧問や相談役に就任し、やはり問題となっている。部落解放同盟から糾弾を受けた企業は年間16万円から23万円の会費を徴収されて「同和・人権問題企業連絡会」（同企連）への加入を要求され、部落解放同盟の研究集会や糾弾会（糾弾側）への参加、「人権擁護法」制定運動への協力、部落解放同盟員の講師による有料の「人権啓発講演」の開催、同和研修の教材の購入を求められる。大阪同企連の場合、企業144社から年間2,800万円程度を集めている。高知では、事業の設計単価を部落解放同盟が行政から事前に聞いておき、特定の事業者にその情報を漏らし、その業者が落札すると落札した単価の3パーセントが部落解放同盟に入るという問題が起きていた。
このことから、人権連の側では部落解放同盟そのものを「えせ同和行為の本家」と批判している。徳島県川島町では、町議の日出和男（無所属）が「解同はえせ同和行為」と議会で批判し、一度は差別発言として議会から1998年に除名処分を受けたが、1999年に徳島地裁で除名取り消しの判決を勝ち取ったこともある。
東京都など同和地区指定をおこなっていない都県にも解放同盟は存在するが、その理由は同和対策事業を口実にした税の減免であり、「被差別部落ではないところに『部落』の看板を掲げた運動団体支部ができるのである。いかに税金などの行政対策とはいえ、それに抵抗を感じる人もいたであろう」、「部落を名乗ることに施策的メリットがある」、「税務対策のためなら『部落』出身ではない人も支部員になる」と指摘されている。
評論家である呉智英の知り合いの高名な評論家によると、部落解放同盟の幹部であれば人権啓発の講演1回で50～100万円ほどの講演料を得ることができるという。なお、知り合いの高名な評論家の「人権は真理」系の人権啓発の講演料は30万円で、呉智英がアムネスティや水俣病キャンペーン展示会で行った「人権思想は真理にあらず」という講演では講演料は諸経費込みで1万円であった。

## 批判

### 組織体質への批判
八鹿高校事件で被害者側の弁護士をつとめた山内康雄は4つの根拠を挙げて「部落解放同盟こそ『差別性』の塊である」と批判している。
1. 民族差別
八鹿高校事件の被害者の中には朝鮮民族出身の教員がおり、部落解放同盟や解放研生徒からは「○○（教員の名）チョウー」と侮蔑的に呼ばれていた[72]。法廷で被害者側の弁護士の山内康雄が「それは民族差別ではないか」と質問すると、部落解放同盟は何も反論できなかった[72]。1992年9月には、金靜美が部落解放同盟大阪府連合会矢田支部と矢田解放教育共闘会議が共催する集会で「全国水平社と侵略戦争」というテーマによる講演を依頼され、水平社の戦争協力を批判する内容の講演を行おうとしたところ、「刺激が強すぎる」「この内容では、大衆に聞かせるわけにはいかない」との理由で、部落解放同盟から講演を妨害されたことがある[73]。金靜美はまた、部落解放同盟初代委員長の松本治一郎による、満州時代の「偽医者」行為について「もし、松本治一郎が、日本帝国主義者の中国侵略に批判的であったなら、『大日本国一等軍医監』と自称することはできなかっただろう」「松本は、日本侵略軍に所属する医者であるかのようにふるまい、中国民衆を『治療』し、金銭を得ていた。あやまった『医療』は、しばしば人命にかかわることがある。松本はなぜ、中国では、このような詐欺をおこない、日本ではおこなわなかったのだろうか」[74]と松本を批判している。ところが部落解放同盟は、松本の「偽医者」行為を「行く先々で近代的医療から見放された人々から歓迎され」たと賛美している[75]。
2. 女性差別
1975年から1976年にかけて、兵庫県八鹿町・養父町・朝来町で住民訴訟が起き、部落解放同盟のための違法な公金支出が問題となった[72]。このときの焦点の一つに、狭山事件等への支部同盟員の動員日当があった[72]。日当の金額には明確な男女差が設けられていた[72]。また、八鹿高校事件では部落解放同盟員の男が24歳の女性教師に対して強制わいせつ行為をおこなっていた[72]。このほか、1972年4月には、もろさわようこが長野県における全国婦人集会で「職場で社会主義や共産主義を唱えている活動家に部落問題を尺度にあてたら、それが本物か偽物かわかります。さらに、部落解放運動をしている方に女性問題を尺度にあてたら、それが本物か偽物かわかります」と発言したところ、部落解放同盟中央本部から「部落解放同盟の中に分断を持ち込んだ」との理由でボイコットを受け、すべての部落解放同盟支部でもろさわの講演が差し止められたことがある[76]。
3. 思想差別
八鹿高校事件の当時、部落解放同盟は自治体に支出させた公金で「差別者集団日共宮本一派糾弾」「八鹿高校差別教育糾弾」などの立て看板を3,000枚以上つくらせ、ビラも刷らせていた[72]。そして交通安全妨害の苦情が出て、建設省が撤去を指示しても応じなかった[72]。1974年の元津事件では、氏名不詳者を含む部落解放同盟員約60名が兵庫県朝来郡和田山町の共産党町議の佐藤昌之宅を襲撃し、町議の支援者の男性（47歳）に肋骨骨折3ヶ所、脊髄損傷、大腿骨にヒビが入る大ケガをさせ、網膜剥離で失明させた[72][77]。1970年12月4日には、大阪府東大阪市で63歳の病身の女性が部落解放同盟大阪府連の行動隊に「コラ、赤犬」と罵詈雑言を浴びせられ、小突かれ、靴で足を蹴られるなどの暴力を受け、病院への通院を妨害されて死亡した[78]。この女性もまた部落解放同盟大阪府連の蛇草支部員であったが、日本共産党支持者だったため死に追いやられたものである[78]。
4. 部落排外主義
部落解放同盟に逆らう者は日本共産党員とみなして排除する[72]。全国水平社の方針には「注意しなければならないことは、決して全国水平社に加入した者、また、全国水平社に好意をもっているものだけにかぎらず、あくまで全部落大衆の世話役として活動しなければならぬ。そうでないとかえって大衆の反感を買うようになり、全国水平社と部落大衆とを切り離す結果になるからである」[79]とあるにもかかわらず、部落解放同盟に逆らう者に対しては、たとえそれが被差別部落民であろうと解放奨学金の支給を違法に打ち切らせる[72]。元津事件では、日本共産党員の橋本哲朗のみならず、橋本の救援に来た出石町の部落解放同盟支部長までが一昼夜監禁された[72]。1975年には、北九州市職員労組が八鹿高校事件の真相を知るべく現地を視察し[80]、部落解放同盟の役員でもある労組員が暴力やリンチの存在を確認し、それを同年3月20日付で機関紙『北九の仲間』に書いたところ、部落解放同盟から除名処分を受けた[80]。

### 障害者差別
上記の批判とは別に、大阪精神障害者連絡会（大精連）から障害者差別について抗議を受けたことが複数回ある。大精連の主張は以下の通りである。
- 2000年、解放出版社刊行の写真誌『hunet』（ヒューネット）10月18日発行号に掲載された有田芳生の記事「『17歳』差別意識と犯罪までのディスタンス」は「少年事件と精神疾患との具体的な関わりを一切示すことなく、『精神科の通院歴』が書かれており、『精神障害者は何をするか分らない、危険な存在』という精神障害者に対する社会的偏見を明らかに助長している」[81]。
- 2000年の部落解放同盟全国大会の運動方針における「最近増えている精神疾患を患っている人が起こす差別事件」との記述は、あたかも「精神疾患」が「差別事件」を起こす原因であるかのごとき書き方になっているうえ、「全国的に最近増えている」という認識も不正確であり差別を助長する[82]。
- 2003年の解放新聞における「精神的な病をもった人がなぜ差別投書など部落差別を起こすのか」との記述は精神障害者への差別を助長する[82]。
- 2004年の解放新聞で、高知県の「部落差別行為者」について「『うつ病』の治療を受けていたということと、高齢と痴呆の傾向が見られ、会話に意味合いの不明な点が多かったため、家族から事情聴取をおこなった」と報じているが、この書き方は病気が差別事件の要因であるかのような誤った認識を生み出す[82]。
- 2005年、『全国のあいつぐ差別事件』で、別の「部落差別行為者」について「精神的な障害を持っている男性市民とのことだったが、差別落書きが許されるものではない」と記しているが、精神障害と差別事件に直接的な因果関係はない[82]。この書き方は障害者差別を固定・助長する[82]。

これらの抗議に対して、2007年、部落解放同盟中央本部は謝罪に追い込まれた。このとき、委員長の組坂繁之は「部落差別の問題に対する敏感さと比して、他の差別問題に対しては同様の敏感さを共有し切れていない」と認めている。

### その他
- 1987年2月26日に東京のホテルニューオータニ「鶴の間」で部落解放同盟中央委員長の対談集『連帯を求めて』の出版記念パーティが開かれ、会費は2万円と高額であったが約2,000人が参加した。壇上に上がるように招かれた野坂昭如は、「解放同盟というのは、もっと地道な活動をするところだと思っていた。めでたい席でやぼは承知でいうのだが、こんな一流ホテルで2万円の会費を払って盛大なパーティをやることと、部落解放とはどこで結びつくのか。」と批判した。しかし、壇上に上がって回答しようとした人は部落解放同盟関係者からも居なかった[83]。
- 大賀正行は「支部長クラスのものが『ちんば』とか『めくら』とかいうてる。女性差別の話を平気でしゃべっている。知らん人は解放同盟は人権に詳しい人の集まりと思っている。実態を知った途端に失望するわな、何やと。こんな人間が部落解放とか人権を叫んでるのか、と。だいぶバレてるとは思うけど（笑）」と発言している[84]。

## 犯罪・不祥事
部落解放同盟は、同和行政執行に関わる不法行為に、明らかになった事例だけでも多数関与している。補助金の不正受給などの犯罪行為を行っているとの指摘があったが、2006年あたりから一気にその実態が暴かれるようになっている。同和立法の期限が切れた後、以前より指摘されていた関係者の不祥事が相次いで発覚。2006年には奈良市役所および京都市役所での不祥事が発覚し、部落解放同盟が声明を発表するに至った。

### 著名な事件
部落解放同盟の視点から編纂された部落解放研究所編『戦後 部落問題関係判例［解説編］』（部落解放研究所、1995年）では、以下の事件の多くが、国家権力による部落解放同盟への「弾圧」と位置付けられている。

#### 刑事
- 飛鳥会事件 - 業務上横領・詐欺罪で懲役6年の実刑
- 大阪府同和建設協会談合事件 - 競売入札妨害（官製談合）で懲役1年2月（執行猶予3年）から懲役1年（執行猶予3年）の有罪判決
- 北九州土地転がし事件 - 国土利用計画法違反で5万円の罰金刑
- 共産党大阪府議団控室乱入暴行事件 [88]
- 京都市の部落解放同盟元支部長による生活保護受給者の預金の横領事件[89] - 業務上横領罪で懲役2年（執行猶予4年）の有罪判決[90]
- 吹田三暴力事件 - 傷害罪・暴行罪・暴力行為等処罰法違反で5万円から25万円の罰金刑
- 立花町連続差別ハガキ事件 - 偽計業務妨害罪で懲役1年6月（執行猶予4年）の有罪判決
- 天理西中学校事件
- 東京パブコ脱税事件 - 所得税法違反で懲役2年、罰金2億円の実刑
- 戸手商業高校事件 - 暴力行為等処罰法違反で3万円の罰金刑
- 奈良市部落解放同盟員給与不正受給事件 - 職務強要罪で懲役1年6月（執行猶予3年）の有罪判決
- ハンナン事件 - 詐欺罪などで懲役6年8月の実刑
- 部落解放同盟近江八幡協議会副委員長らによる恐喝事件など - 威力業務妨害罪・恐喝未遂罪・中小企業協同組合法違反・恐喝罪で懲役3年（執行猶予5年）の有罪判決など
- 部落解放同盟大阪府連合会安中支部長による恐喝・暴行傷害事件 - 恐喝や脅迫などの罪で懲役4年6月の実刑
- 部落解放同盟岐阜県連合会大垣支部長らによる殺人未遂事件 - 殺人未遂罪で懲役5年の実刑
- 部落解放同盟徳島県連合会脇支部長らによる偽計入札事件
- 部落解放同盟福智連絡協議会委員長による詐欺事件 - 詐欺罪で懲役3年（執行猶予4年）の有罪判決
- 部落解放同盟三重県連合会赤堀支部書記長による児童買春事件 - 児童買春禁止法違反で実刑
- 部落解放同盟宮崎県連合会延岡支部長による殺人・遺体遺棄事件 - 殺人罪ならびに死体遺棄罪で実刑
- 元津事件・八鹿高校事件 - 逮捕監禁・強要・傷害罪で懲役3年（執行猶予4年）から懲役6月（執行猶予2年）の有罪判決
- 八尾市入札妨害恐喝事件 - 恐喝・職務強要罪で懲役4年6月の実刑
- 矢田事件 - 逮捕監禁・強要未遂罪で懲役3月（執行猶予1年）の有罪判決
- 公務員宿舎連続差別ハガキ事件 中野区職員、柏市職員に懲役3年（執行猶予1年）の有罪判決

#### 民事
- 西宮事件
- 羽曳野市役所暴行監禁事件[91][92]
- 一ツ橋小学校事件
- 八尾市議除名事件
- 八次小学校事件

### その他の不祥事
- 2008年8月、部落解放同盟鳥取市協議会が2007年に架空の人権コンサートをでっちあげて補助金50万円を不正受給したことが明らかになり、元会計責任者は詐欺容疑で書類送検、執行部17人が総辞職している[93]。
- 2003年12月から2009年1月にわたって、部落解放同盟福岡県連合会の正式所属員である男性が立花町（現：八女市）へ「部落のあなたが指導すると子どもに部落が伝わる。辞めてください」などと自らを中傷する差別的な文章40通以上を送り付け、正常な業務を妨害し続けた。判決によると、男性は嘱託職員の職を継続させるため、あたかも自らが差別されているかのようにみせかけ、町に対策会議を開かせ、正常な業務を妨害した。この男性は2002年から1年更新で立花町役場の嘱託職員として雇われ、2005年から人権同和教育の啓発に携わっていた[94]。
- 2004年10月、部落解放同盟大阪府連日之出支部の前支部長が、宴席で同席していた別の人権団体の女性職員を名指しして「○○さんのヌード写真を撮って売り出そう」「（支部の）資金を稼ぐためや」「きょうは○○さんの自尊心をぼろぼろに傷つけたろうと思っとったんや」と発言した。同席の現支部長も女性の年齢に触れて「この年では、もう売り物にならんな」などと尻馬に乗って揶揄した。このため女性が府連に抗議し、支部長らは謝罪に追い込まれた[95]。被害女性は部落解放同盟を相手取ってセクハラ糾弾会を開こうとしたが、「加害者どころか部落解放同盟側も逃げ腰です。このままでは糾弾する相手みんなに逃げられてしまう危険性が出てきました。解放同盟といえば、これまで他者を糾弾することにおいてはお得意中の得意なのに、自分の番になればこの有様。情けなくて泣けてきます」[96]と嘆いている。

## 活動
- 部落産業の一つに三味線製造用の猫の捕獲がある[97]。動物愛護団体は猫の捕獲に反対する運動を展開しているが、部落解放同盟は部落産業を擁護する立場から「動物を守る会」に公開質問状を出している[98][99][100]。

## 歴代委員長
1. 松本治一郎（1955年 - 1966年）福岡県福岡市東区馬出出身。退任理由は死去。
2. 朝田善之助（1966年 - 1975年）京都府京都市左京区田中出身。派閥抗争により解任。
3. 松井久吉（1975年 - 1982年）三重県伊賀市八幡町出身[101]。
4. 上杉佐一郎（1982年 - 1996年）福岡県小郡市二タ出身。死亡により退任。
5. 上田卓三（1996年 - 1998年）大阪府大阪市東淀川区西淡路出身。
6. 組坂繁之（1998年 - 2022年）[102]福岡県小郡市出身。
7. 西島藤彦（2022年 - ）京都府出身[102]。

## 主な関連団体
- 解放出版社
- 解放新聞社
- 大阪府同和建設協会
- 大阪府同和事業促進協議会
- 財団法人同和金融公社 - 1969年設立。大阪府や大阪市、府下市町村の無利子の貸付金で運用されている機関。三役や理事はいずれも部落解放同盟幹部であり、部落解放同盟員や企業連会員に限って融資をおこなう。府市町村の公社に対する貸付額は1986年までに109億円にのぼっているが、同年3月末までに7億7,000万円の焦げつきを出し、杜撰な運営が問題となった[103]。
- 財団法人大阪府同和産業振興会（現：大阪府地域支援人権金融公社） - 1969年設立。同和地区住民への雇用対策として「新大阪タクシー」を運営。府は1985年度までに無利子で約70億円を融資し、2006年現在約48億円が未返済となっている。府と公社は2004年に返済計画に合意したが、返済には200年かかる見通しである[104]。
- 財団法人皮革産業会館
- 社団法人同和地区人材雇用開発センター
- 財団法人同和貿易振興会
- 財団法人阪南医療解放センター（阪南中央病院）
- 部落解放府生活協同組合
- ティグレ (経済団体) - 上田卓三が創設した経済団体。